# 10399 Nishiharima
10399 Nishiharima eller 1997 UZ8 är en asteroid i huvudbältet som upptäcktes den 29 oktober 1997 av den japanska astronomen Takao Kobayashi vid Ōizumi-observatoriet. Den är uppkallad efter Nishiharima i japan.
Asteroiden har en diameter på ungefär 5 kilometer.